# Belvís de la Jara
Belvís de la Jara è un comune spagnolo di 1 651 abitanti situato nella comunità autonoma di Castiglia-La Mancia.